# Villadia hemsleyana
Villadia hemsleyana là một loài thực vật có hoa trong họ Crassulaceae. Loài này được (Rose) Jacobsen miêu tả khoa học đầu tiên năm 1958.